# یک جنایت آمریکایی
یک جنایت آمریکایی (به انگلیسی: An American Crime) یک فیلم درام جنایی محصول سال ۲۰۰۷ آمریکا هنرمندی الیوت پیج و کاترین کینر است. فیلم بر اساس داستان واقعی شکنجه و قتل سیلویا لایکنس توسط یک زن خانه دار اهل ایندیاناپلیس به نام گرترود بانیسزوسکی می باشد.
این فیلم سعی میکند بر شواهد و مستندات دادگاه وفادار باشد. بنابراین خشونت و رفتارها و شکنجه های اثبات نشده در دادگاه را نمایش نمی‌دهد
همچنین تمامی کودکان دخیل در شکنجه را به طور وسیع معرفی نمی‌کند.
فیلم دیگری با نام دختر همسایه (فیلم ۲۰۰۷) در همین سال ساخته شد که بدون اشاره به اصل جنایت، جزئیات شکنجه را به طور کامل نشان میدهد که البته حاوی خشونت بسیار است.

## بازیگران
- الن پیج در نقش سیلویا لایکنس[۴]
- کاترین کینر در نقش گرترود بانیسزوسکی
- هیلی مک‌فارلند در نقش جنیفر فی «جنی» لایکنس
- آری گرینر در نقش پائولا بانیسزوسکی
- اسکاوت تیلر-کامپتن در نقش استفانی بانیسزوسکی
- رومی روزمونت در نقش بتی لایکنس
- نیک سیرسی در نقش لستر لایکنس
- برایان گراتی در نقش بردلی
- مایکل ولچ در نقش تدی لوئیس
- ایوان پیترز در نقش ریکی هابز
- جیمز فرانکو در نقش اندی گوردون
- جرمی سومپتر در نقش کوی هوبارد
- تریستان جراد در نقش جانی بانیسزوسکی
- هانا لی دورکین در نقش شرلی بانیسزوسکی
- کارلی وسترمن در نقش ماری بانیسزوسکی
- برادلی وایتفورد در نقش دادستان لروی کی. نیو
- مایکل اوکیف در نقش کشیش بیل کالیر

## جوایز
| سال  | جایزه                        | دریافت کننده            | نتیجه    |
| ---- | ---------------------------- | ----------------------- | -------- |
| ۲۰۰۸ | جایزه امی ساعات پربیننده     | کاترین کینر             | نامزدشده |
| ۲۰۰۹ | جایزه گلدن گلوب              | کاترین کینر             | نامزدشده |
| ۲۰۰۹ | جایزهٔ انجمن نویسندگان آمریکا | تامی اوهاور ایرنه تورنر | نامزدشده |